# Singara

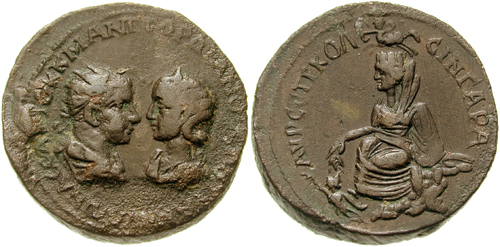
Moeda de bronze mostrando o imperador romano no anverso (com sua esposa, Tranquilina) e a deusa Tique com um centauro sobre a cabeça. A moeda foi cunhada em Singara e o centauro é o símbolo da Legio I Parthica, sediada lá

Singara (em grego: τὰ Σίγγαρα) era um posto fortificado na extremidade norte da Mesopotâmia, que, por um tempo, como atestado por diversas moedas, foi ocupado pelo Império Romano como uma colônia avançada contra os sassânidas. Era ali o acampamento principal da Legio I Parthica.

## Localização
Sua posição, a sudeste de Nísibis, não foi claramente definida pelos escritores antigos. Estêvão de Bizâncio afirmou que ela era uma cidade da Arábia, perto de Edessa, e Ptolemeu a posicionou às margens do Tigre. Contudo, atualmente não há dúvida de que ela e a montanha nas redondezas, chamada por Ptolemeu  
ὸ Σίγγαρας ὄρος, correspondem atualmente a um distrito de Sinjar, no Iraque.

## História
Singara foi tomada pela primeira vez pelos romanos durante as campanhas orientais de Trajano, capturada sem luta pelo general Lúsio Quieto no inverno de 114. Ela foi abandonada após o retirada dos romanos da região da Mesopotâmia em 117 e foi novamente conquistada na campanha contra o Império Parta pelo imperador Sétimo Severo em 197 A cidade foi elevada por ele ao status de colônia romana, como pode ser atestado pela legenda encontrada em algumas moedas cunhadas ali durante o reinado de Gordiano III: ΑΥΡ. CΕΠ. ΚΟΛ. CΙΝΓΑΡΑ, que é o texto grego para o nome latino da cidade, Aurélia Septímia Colônia Singara. Ela permaneceu como um dos postos mais orientais do Império Romano por todo o século II e foi o cenário de uma celebrada batalha noturna durante o cerco da cidade em 344 pelo xá Sapor II, cujo resultado foi tão insatisfatório que ambos os lados alegaram vitória para si. Posteriormente, em 359-360, durante o reinado de Constâncio II, ela foi novamente cercada e terminou sendo tomada pelos persas sassânidas apesar dos valentes esforços da população e das duas legiões que a defendiam. Tanto Amiano Marcelino quanto Teofilacto Simocata reportam que a região à volta da cidade era extremamente árida, o que tornava igualmente difícil tomar ou libertar a cidade a partir de regiões distantes.